# Växtförädlarrätt
Växtförädlarrätt är beteckningen på den rättighet och det skydd den som förädlat en växt kan få genom internationell och nationell lagstiftning och internationell konventioner.

## Historik
- 1938 bildade några förädlare från Frankrike, Nederländerna, Danmark och Tyskland en organisation, Assinsel, i Amsterdam, Nederländerna, i syfte att få ett internationellt skydd för de produkter de odlat fram och förädlat.
- 1953 sökte en fransk odlare, Ernest Tourneur, patent på en variant av lucern, beviljat enligt fransk patentlag (Patent No. 1.098.012,) 15 juli 1955.
- 1961 träffades en internationell överenkommelse mellan flera stater, kallad Pariskonventionen eller numera UPOV-konventionen, som sedan reviderats. För närvarande ( august 2009) har 67 länder tillträtt konventionen och ett antal länder är under förhandling om att tillträda.